# Route départementale 160 (Vendée)
Pour les articles homonymes, voir Route départementale 160.
La route départementale 160 ou D 160 est une route départementale de la Vendée : elle relie Mortagne-sur-Sèvre aux Sables-d'Olonne. Il s'agit d'un tronçon de l'ancienne RN 160, déclassée en 2006. Cette route est doublée par l'A 87 jusqu'à La Roche-sur-Yon. Elle est en 2x2 voies entre La Roche-sur-Yon et Les Sables-d'Olonne

## Histoire
Le 20 décembre 2016, la départementale est le théâtre, à la hauteur de Sainte-Flaive-des-Loups d'un carambolage impliquant plus de 50 véhicules, occasionnant de nombreuses victimes, au moins 5 morts, des dizaines de blessés dont 6 le sont gravement,.

## Amélioration du tracé
Dans les mois et années à venir[Quand ?], le parcours de la D160 va subir plusieurs modifications en vue d'améliorations du trafic toujours aussi important. 
Plusieurs points noirs devraient sauter :
- Les virages de Bel-Air situé entre les deux échangeurs à hauteur de la Verrie et Chambretaud. Des travaux ont été menés et achevés vers 2010 afin de créer une troisième voie montante de dépassement, les poids lourds ayant des difficultés dans cette section.

Voir la zone de traitée sur GoogleMaps
- Les Herbiers. À plus long terme, une nouvelle déviation de la ville devrait voir le jour entre le Mont des Alouettes et le futur contournement sud, actuellement en travaux.

Voir la future zone de travaux sur GoogleMaps
- Le périphérique nord de la Roche-sur-Yon. Déjà débuté, le chantier aura pour but de passer entièrement le contournement en 2x2 voies.

Voir la zone de travaux sur GoogleMaps

## Parcours
- Mortagne-sur-Sèvre
- Les Herbiers
- Vendrennes
- Sainte-Florence
- Les Essarts
- La Ferrière
- La Roche-sur-Yon
- La Mothe-Achard
- Saint-Mathurin
- Les Sables-d'Olonne